# Diego de Losada
Diego de Losada (ur. zap. 1511 w Rionegro del Puente, zm. 1569/1570 w Puerto Cabello) – hiszpański konkwistador, założyciel Caracasu.

## Życiorys
Diego de Losada urodził się w 1511 roku w Hiszpanii, pochodził z rodziny szlacheckiej. Pojawił się w Ameryce, gdy przybył do Portoryko w roku 1533. Na początku był na służbie Antonia Sedeño, który przygotowywał wyprawę w górę rzeki Meta w poszukiwaniu złota. Antonio został jednak otruty w 1538 roku, a jego wojska zostały podzielone na dwie części. Jedną z części dowodził Diego de Losada, a drugą Pedro Reinoso. Dowódcy wyprawy nie dogadali się ze sobą, a ekspedycja dotarła tylko do Coro. Przez następne lata de Losada przebywał w Wenezueli, współpracując z hiszpańskimi gubernatorami przeciw Klein-Venedig. Wraz z Juanem de Villegasem, późniejszym gubernatorem Wenezueli, współpracował przy zakładaniu miasta Nueva Segovia de Barquisimeto (dzisiejsze Barquisimeto) w 1552 roku. Później został burmistrzem tego miasta. W 1565 roku de Losada otrzymał od Alonsa Bernáldeza de Quirós, ówczesnego gubernatora Wenezueli, rozkaz pacyfikacji miejscowych tubylców z okolic dzisiejszego Caracasu. Według przekazów pokonał on Tamanaco, wodza miejscowych plemion. W 1567 roku założył na podbitym obszarze miasto Caracas, późniejszą stolicę Wenezueli. Zmarł w 1569 lub 1570 roku.